# هنری گوردون سی.
هنری سی. گوردون (به انگلیسی: Henry C. Gordon) فضانورد اهل ایالات متحده آمریکا است که در ۲۳ دسامبر ۱۹۲۵ میلادی در والپارایسو، ایندیانا زاده شد.